# 1866 год в литературе

## Книги
- «Бригадир» — повесть Ивана Тургенева.
- «Воительница» — повесть Николая Лескова.
- «Горнорабочие» — роман Фёдора Решетникова.
- «Дело вдовы Леруж» (L’Affaire Lerouge) — детективный роман Эмиля Габорио.
- «Дмитрий Самозванец и Василий Шуйский» — пьеса Александра Островского.
- «Жёны и дочери» — роман Элизабет Гаскелл.
- «Игрок» — роман Фёдора Достоевского.
- «Островитяне» — роман Николая Лескова.
- «Пер Гюнт» — пьеса Генрика Ибсена.
- «Преступление и наказание» — роман Фёдора Достоевского.
- «Путешествия и приключения капитана Гаттераса» — роман Жюля Верна.
- «Тушино» — пьеса Александра Островского.
- «Умом Россию не понять» — знаменитое четверостишие Фёдора Тютчева.

## Родились
- 29 января — Ромен Роллан, французский драматург, писатель, лауреат Нобелевской премии по литературе 1915 г. (умер в 1944).
- 17 февраля — Казимир Лейно, финский поэт и прозаик (умер в 1919).
- 7 марта — Пауль Эрнст, немецкий писатель, драматург , литературный критик и журналист  (умер в 1933)
- 22 мая –  Аквилео Эчеверрия, национальный поэт Коста-Рики.
- 16 июля — Вячеслав Иванович Ива́нов, русский поэт-символист, один из идейных вдохновителей поэзии Серебряного века (умер в 1949).
- 28 июля — Беатрикс Поттер, английская детская писательница (умерла в 1943).
- 14 августа — Дмитрий Сергеевич Мережковский, писатель, поэт, драматург, религиозный философ, критик (умер в 1941).
- 21 сентября — Герберт Джордж Уэллс, английский писатель и публицист (умер в 1946).

## Умерли
- 10 января — Пётр Александрович Плетнёв, русский поэт и литературный критик (родился в 1792).
- 31 января — Фридрих Рюккерт, немецкий поэт, переводчик, востоковед (родился в 1788).
- 6 мая — Иоган Бёрьессон, шведский драматург, писатель, поэт  (родился в 1790).
- 17 сентября — Михаил Александрович Дмитриев, русский поэт, критик, переводчик, мемуарист (родился в 1796).
- 28 сентября — Степан Семёнович Дудышкин, русский журналист и литературный критик (родился в 1821).
- 3 декабря — Карл Голльмик (род. 1796), немецкий композитор, лексикограф и музыкальный критик.